# Miltonia bluntii
Miltonia bluntii är en orkidéart som beskrevs av Heinrich Gustav Reichenbach. Miltonia bluntii ingår i släktet Miltonia och familjen orkidéer. Inga underarter finns listade i Catalogue of Life.

## Bildgalleri

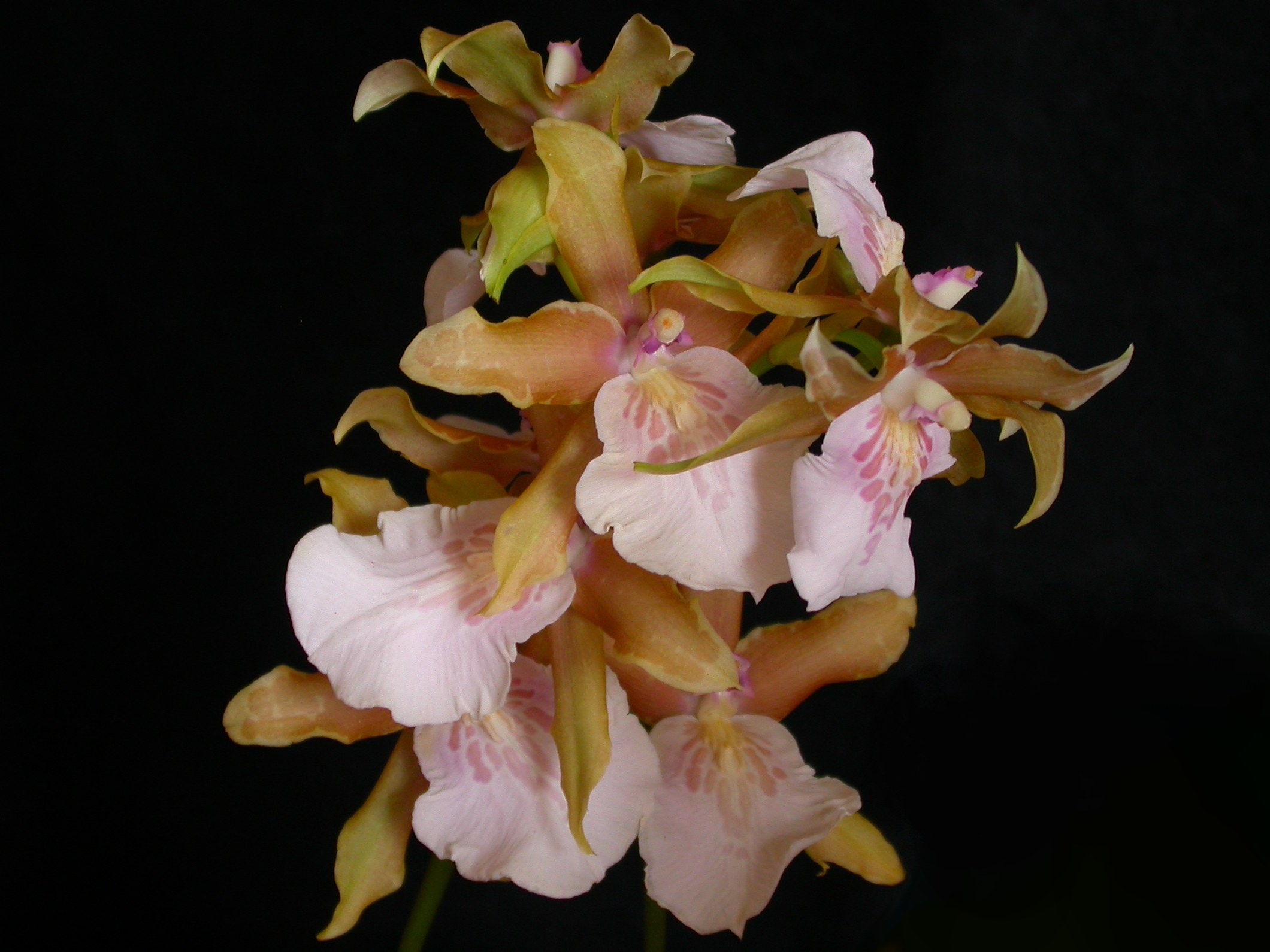